# James Paton
James Paton, född 4 augusti 1794 i Queensferry, Skottland, död 24 mars 1867 i Stockholm, var en skotsk-svensk affärsman och skeppsredare.

## Biografi

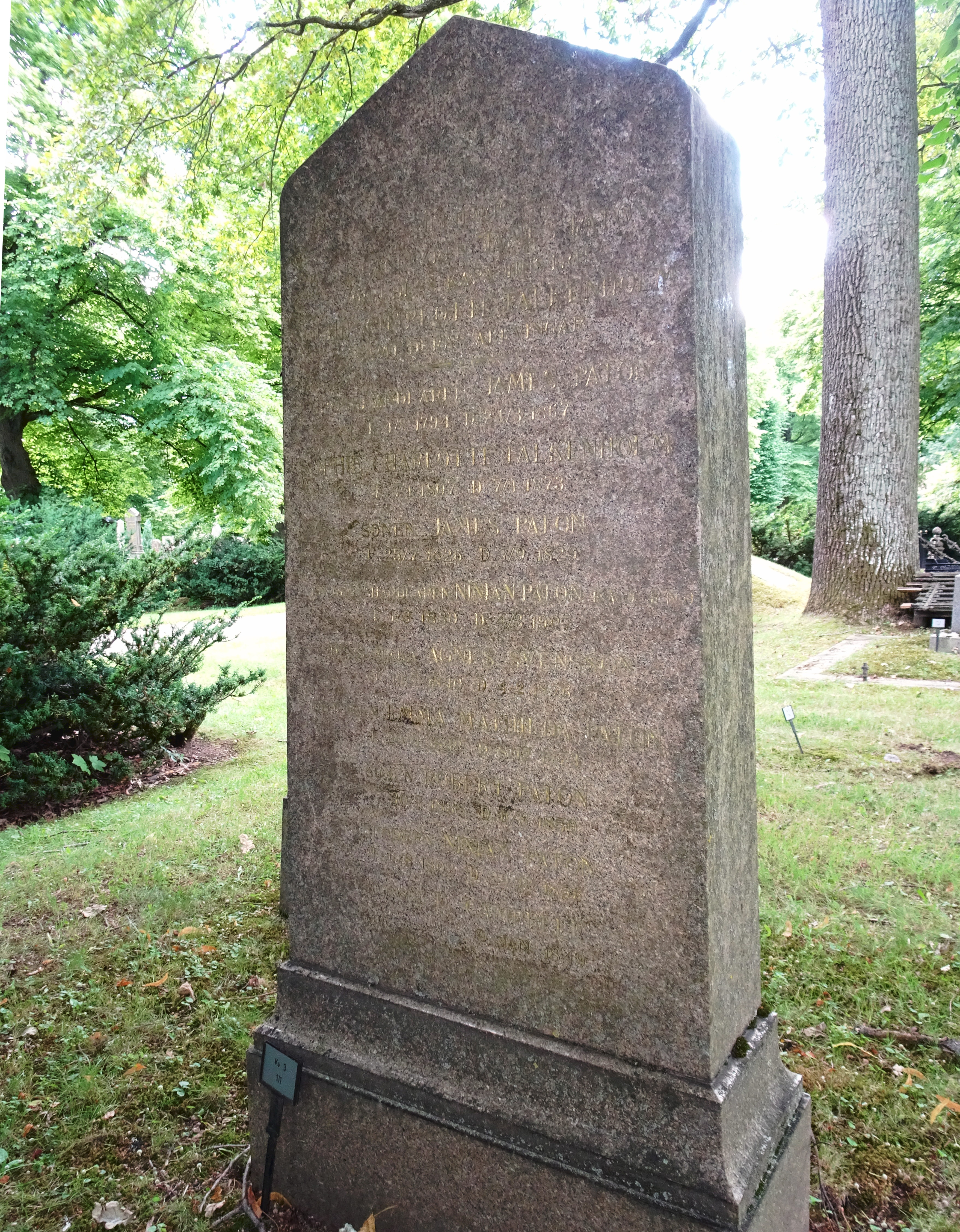
Patons familjegrav på Norra begravningsplatsen.

James Paton var son till fabrikören och grosshandlaren Ninian Paton. Han gick i skola i Perth och flyttade 1808 till London, där han genomgick handelsinstitut. 1809 kom han till Sverige och fick plats som kontorist hos firman Eberstein & co. i Norrköping. Han begav sig 1814 till Stockholm, konditionerade som kontorist i grossistföretag till 1819, då han fick burskap som grosshandlare och bildade firman James Paton & Co, vilken blev en av Stockholms mer kända. Tack vare sina brittiska kontakter kunde Paton driva upp en betydande omsättning i engelska kortvaror, kolonialvaror, sydfrukter och bomolja.
Patons rederi blev med tiden ansenligt. 1840 utvidgades företaget med att omfattande trävarurörelse med brädgårdar vid Tegelviken och export. På bergshöjden ovanför byggde han ett lusthus med trädgård, Fåfängan. Paton drabbades hårt av depressionen 1844 och tvingades en tid lägga ned sin verksamhet. Han lyckades dock återvinna sin ställning på börsen och återuppbygga sin firma, och var vid sin död en förmögen man. Från 1837 utgav han vartannat år en Förteckning öfver svenska handelsfartyg.
Hans son, Ninian Paton junior (1830–1907), förde arvet vidare och blev ensamägare i grosshandelsfirman James Paton & Co efter faderns död. James Paton fann sin sista vila på Norra begravningsplatsen där han gravsattes den 30 mars 1867.